# Nest Labs
Nest Labs é uma empresa de produtos de automação residencial, com dispositivos que possuem características como carros autônomos, termostatos via Wi-Fi, detectores de fumaça e outros sistemas de segurança programáveis. Ela introduziu o Nest Learning Thermostat em 2011 como o seu primeiro produto. O Nest Protect fumaça e detector de monóxido de carbono foi então introduzido em outubro de 2013.
Cofundada pelos ex-engenheiros da Apple Tony Fadell e Matt Rogers em 2010, a empresa startup cresceu rapidamente e tinha cerca de 130 funcionários em 2012. Em janeiro de 2014, o Google adquiriu a Nest Labs por 3,2 bilhões de dólares, quando a empresa tinha 460 funcionários. O Google manteve a identidade de marca e, em outubro de 2015, a Nest Labs tinha crescido para cerca de 1000 empregados.